# Euxoa leucopolia
Euxoa leucopolia là một loài bướm đêm trong họ Noctuidae.